# Deutsche Poolbillard-Meisterschaft 1989 (Damen)
Die Deutsche Poolbillard-Meisterschaft 1989 war die neunte Austragung zur Ermittlung der nationalen Meistertitel der Damen in der Billardvariante Poolbillard. Sie fand in Gladbeck statt.
Es wurden die Deutschen Meisterinnen in den Disziplinen 14/1 endlos, 8-Ball, 9-Ball und 8-Ball-Pokal ermittelt.

## Medaillengewinner
| Disziplin    | Gold                             | Silber                                 | Bronze                                | 4. Platz                            |
| ------------ | -------------------------------- | -------------------------------------- | ------------------------------------- | ----------------------------------- |
| 14/1 endlos  | Franziska Stark (PBC Oftersheim) | Andrea Kroll (PBC Walldorf)            | Bärbel Kahles (PBC Venus Mariadorf)   | Michaela Ott (Aschaffenburg)        |
| 8-Ball       | Klara Lensing (PBC Kelze Ente)   | Ilona Bernhard (PBC Bad Kreuznach)     | Claudia Rausch (1. PBC Leverkusen)    | Bärbel Kahles (PBC Venus Mariadorf) |
| 9-Ball       | Klara Lensing (PBC Kelze Ente)   | Andrea Kroll (PBC Walldorf)            | Franziska Stark (PBC Oftersheim)      | Karen Scheffler (PBC Berlin)        |
| 8-Ball-Pokal | Franziska Stark (PBC Oftersheim) | Angelika Weber (PBC Rot-Gelb Stolberg) | Kerstin Ringelhan (1. PBC Leverkusen) | Petra Galda (PBC Linde Berlin)      |